# Pour que tu t'y intéresses
Pour que tu t'y intéresses (titre original : —That Thou Art Mindful of Him!) est une nouvelle de Isaac Asimov publiée en mai 1974 dans The Magazine of Fantasy & Science Fiction. Elle a été reprise dans les recueils L'Homme bicentenaire en 1978 et Nous les robots en 1982.

## Résumé
Deux siècles après des succès considérables, et donc plus d'un siècle après la mort de Susan Calvin, l'US Robots est une société puissante qui possède toujours le monopole sur la fabrication des robots. Cependant, ses domaines restent surtout extra-terrestres, le complexe de Frankenstein étant toujours aussi présent sur la planète bleue.
Maxwell Robertson, l'actuel actionnaire majoritaire de la société, a fort à faire pour défendre ses droits, et lutte sans cesse pour que ses robots soient reconnus comme nécessaires. Car, s'ils ont rendu d'immenses services sur Mars, la Lune ou d'autres planètes comme Mercure, les robots ont rarement été en contact avec une part importante de la population humaine, qui ne les accepte toujours pas. Gunnar Einsenmuth, le conservateur et coordinateur général, reçoit un jour Robertson. Il lui annonce que plus aucun robot ne devra rester sur Terre ni sur la Lune, pas plus que les usines de production, au bout de deux ans. Effondré, Robertson va chercher conseil auprès de son directeur des recherches depuis 10 ans : Keith Harriman. Celui-ci entreprend immédiatement de concevoir un nouveau type de robot qui pourront répondre à des questions du type : « Comment faire pour pouvoir continuer à produire des robots sur Terre ? ».
Il se met donc au travail, et conçoit un cerveau positronique capable d'effectuer des raisonnements permettant de répondre à ce genre de questions. Ce n'est qu'au bout du dixième prototype que Georges 10 voit le jour. Celui-ci, pour mener à bien la terrible tâche confiée par Harriman, se met d'abord à étudier la Terre, par l'intermédiaire de bibliothèques entières qu'il avale. Il demande un jour à Harriman de l'emmener en dehors du site de production pour pouvoir examiner la vie en dehors des livres. Malgré les lois anti-robot contraignantes, Georges 10 se déplace peu de temps après sur la propriété privée de Robertson. Le robot peut alors découvrir qu'il existe d'innombrables espèces d'êtres vivants, qui ont tous des formes différentes, animales et végétales.
Il demande finalement à Harriman de lui adjoindre la compagnie de George 9, afin que celui-ci puisse l'aider dans son raisonnement, bien que 10 soit plus développé. Ils parviennent tous les deux à la conclusion que c'est l'aspect humanoïde des robots qui crée la répulsion de la part des humains. Ils décident donc de créer des robots plus simples, à forme animale. Cependant, pour simplifier le cerveau positronique, il faut passer outre aux trois lois de la robotique, impossibles à faire tenir dans leur intégrité dans un cerveau plus petit. C'est ce qu'ils font, après bien des efforts.
C'est ainsi que Robertson, Eisenmuth et Harriman se retrouvent peu avant l'échéance de deux ans dans la propriété de Robertson. Harriman fait alors la démonstration suivante : il libère des mouches appartenant à la même espèce, puis lance un oiseau-robot à leur poursuite. Le robot capture les 50 mouches et les ramène. Harriman expose alors on projet : les robots serviront à la régulation de la nature.
Depuis la Grande catastrophe écologique, un siècle plus tôt, les hommes ont peur de la nature. À l’époque, les Machines avaient résolu le problème. Aujourd’hui, les robots de forme animale permettront une régulation à grande échelle sans perturber l'ensemble du cycle naturel : les robots-oiseaux ne dorment pas, capturent une espèce spécifique d'insecte, ne se rabattent pas sur d'autres espèces, ne prolifèrent pas… Einsenmuth est convaincu. Cependant, demande-t-il, qu'adviendra-t-il des robots humains sur Terre ? ils seront inutilisés, lui assure Harriman, l'avenir des robots se trouvant désormais dans la voie animale.
Georges 9 et 10 se retrouvent dans un hangar désaffecté. Ils tiennent ensemble une conversation portant sur l'avenir de l'Humanité. À force de côtoyer des robots-animaux, les êtres humains s'habitueront à côtoyer des robots tout court, dit Georges 10. Et un jour, la planète sera pleine de robots. Mais à qui faudra-t-il obéir selon la Deuxième Loi de la Robotique ? Celle-ci dit : un robot doit obéir à tout être humain. Mais du point de vue de l'intelligence, Georges 10 est bien supérieur aux êtres humains normaux. Ainsi, conclut George 9, il faudra s'occuper en priorité des êtres humains supérieurs, c'est-à-dire des robots du type Georges, et tous ceux qui viendront après eux.

## Analyse
On a ici affaire à une histoire de type « robot dangereux », genre rarement utilisé par Asimov, bien que très efficacement ici.
Le titre est tiré du livre des Psaumes 8:4: « (Qu'est-ce que de l'homme), que tu te souviennes de lui ». En version originale anglaise, le titre correspond exactement à la citation biblique.